# Stenochironomus prolatus
Stenochironomus prolatus är en tvåvingeart som beskrevs av Art Borkent 1984. Stenochironomus prolatus ingår i släktet Stenochironomus och familjen fjädermyggor. Inga underarter finns listade i Catalogue of Life.